# 大竹市
大竹市（おおたけし）は、広島県南西部にある市。広島県最西端の都市である。

## 概要
山口県との境に位置し、山口県の岩国市・和木町とつながりが強く一体の都市圏を形成している。小瀬川を挟んで大竹市から和木町・岩国市にかけての沿岸部に石油コンビナート・紙パルプ・化学繊維などの企業が立地し、瀬戸内工業地域の一拠点として発展している。

## 地理

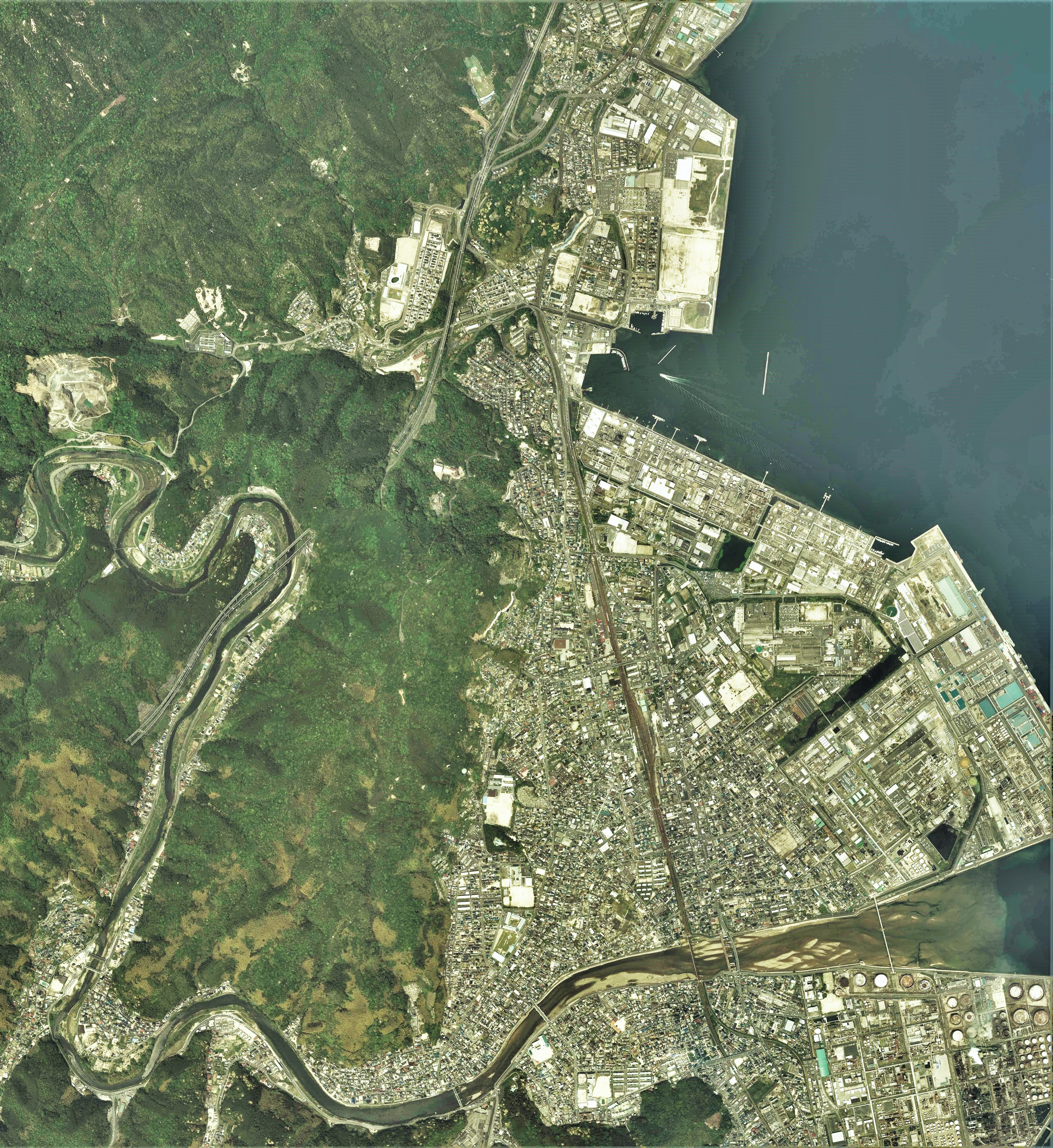
大竹市中心部周辺の空中写真。
2016年5月2日撮影の4枚を合成作成。。

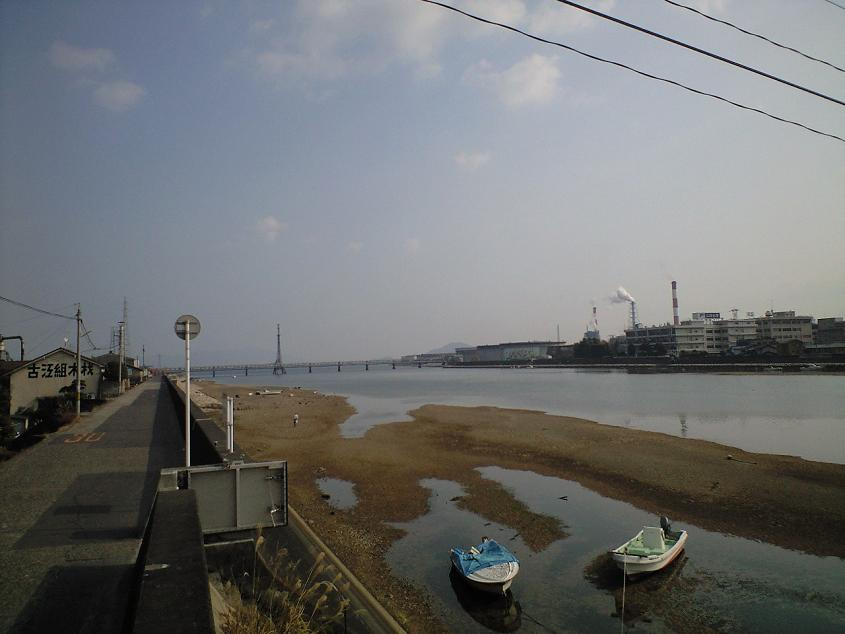
小瀬川河口（大竹市側から撮影）。河口には三井化学の大竹地区と和木・岩国地区をつなぐパイプラインが通っている。

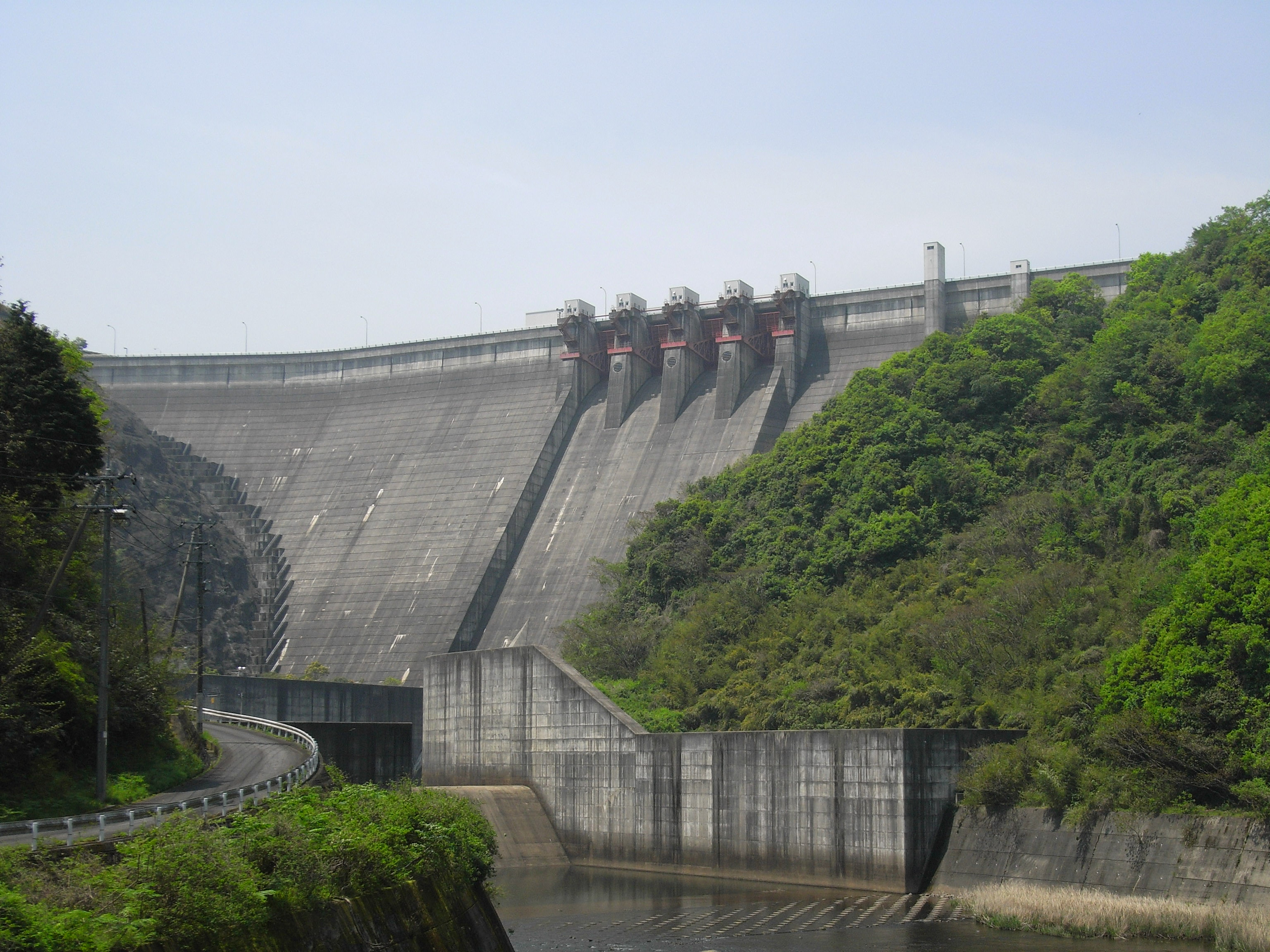
弥栄ダム

### 位置
広島県の最西端東経132度13分、北緯34度14分に位置する。市域は南北に細長く東西10.5キロメートル、南北14.5キロメートル、周囲59.0キロメートル、面積78.66平方キロメートルである。北部に飛地がある（栗谷町後原、栗谷町谷尻、栗谷町広原、松ケ原町）。

### 地形・地勢
市域は南西部より北東部に向かって緩傾斜をなし、地質は西部山地の古生層および花崗岩、市街地は砂および礫となっている。市街地は北西部の中国山地、南部の小瀬川、東部の瀬戸内海に囲まれ、海岸線に沿って展開された平坦地に発達している。東方の海上には宮島を望める。沿岸部の市街地を除くと平地が少なく市域の大半は山がちであり、海岸線近くまで山々の急傾斜が迫っている。地形的に居住地や耕作地としては恵まれていない。

#### 山地
主な山
- 中国山地
- 三倉岳

#### 河川
主な川
- 小瀬川
- 大膳川
- 恵川

#### 湖沼
主なダム湖
- 弥栄湖（弥栄ダムによって形成されたダム湖／人造湖）

#### 島嶼
主な島
- 阿多田島
- 甲島

阿多田島は有人島、甲島は無人島である。阿多田島の東隣には猪子島があり、堤防で阿多田島と繋がっている。また、白石島が存在する。

### 気候
瀬戸内式気候だが、比較的多雨である。年間平均気温は16 - 17℃、年間降水量は 1,700 - 2,300mmとなっている。
| 大竹の気候             | 大竹の気候   | 大竹の気候  | 大竹の気候    | 大竹の気候    | 大竹の気候   | 大竹の気候     | 大竹の気候     | 大竹の気候    | 大竹の気候    | 大竹の気候    | 大竹の気候   | 大竹の気候   | 大竹の気候       |
| 月                     | 1月          | 2月         | 3月           | 4月           | 5月          | 6月            | 7月            | 8月           | 9月           | 10月          | 11月         | 12月         | 年               |
| ---------------------- | ------------ | ----------- | ------------- | ------------- | ------------ | -------------- | -------------- | ------------- | ------------- | ------------- | ------------ | ------------ | ---------------- |
| 最高気温記録 °C （°F） | 17.4 (63.3)  | 22.0 (71.6) | 23.6 (74.5)   | 31.0 (87.8)   | 32.0 (89.6)  | 35.1 (95.2)    | 38.0 (100.4)   | 38.0 (100.4)  | 36.4 (97.5)   | 32.2 (90)     | 26.8 (80.2)  | 21.4 (70.5)  | 38.0 (100.4)     |
| 平均最高気温 °C （°F） | 9.7 (49.5)   | 10.5 (50.9) | 14.1 (57.4)   | 19.5 (67.1)   | 24.2 (75.6)  | 27.1 (80.8)    | 31.1 (88)      | 32.6 (90.7)   | 28.9 (84)     | 23.5 (74.3)   | 17.5 (63.5)  | 12.0 (53.6)  | 20.9 (69.6)      |
| 日平均気温 °C （°F）   | 5.3 (41.5)   | 6.0 (42.8)  | 9.2 (48.6)    | 14.4 (57.9)   | 19.2 (66.6)  | 22.8 (73)      | 26.8 (80.2)    | 28.1 (82.6)   | 24.4 (75.9)   | 18.7 (65.7)   | 12.8 (55)    | 7.5 (45.5)   | 16.3 (61.3)      |
| 平均最低気温 °C （°F） | 1.5 (34.7)   | 1.9 (35.4)  | 4.6 (40.3)    | 9.6 (49.3)    | 14.6 (58.3)  | 19.2 (66.6)    | 23.5 (74.3)    | 24.6 (76.3)   | 20.7 (69.3)   | 14.4 (57.9)   | 8.6 (47.5)   | 3.6 (38.5)   | 12.2 (54)        |
| 最低気温記録 °C （°F） | −5.3 (22.5)  | −7.5 (18.5) | −3.4 (25.9)   | −0.4 (31.3)   | 4.6 (40.3)   | 10.5 (50.9)    | 15.7 (60.3)    | 17.3 (63.1)   | 8.6 (47.5)    | 2.9 (37.2)    | 0.1 (32.2)   | −4.3 (24.3)  | −7.5 (18.5)      |
| 降水量 mm （inch）     | 50.7 (1.996) | 73.4 (2.89) | 130.9 (5.154) | 156.8 (6.173) | 181.1 (7.13) | 257.9 (10.154) | 288.4 (11.354) | 148.0 (5.827) | 168.8 (6.646) | 109.4 (4.307) | 71.6 (2.819) | 57.6 (2.268) | 1,694.6 (66.717) |
| 平均月間日照時間       | 153.5        | 151.7       | 183.9         | 196.3         | 215.6        | 156.7          | 177.0          | 213.0         | 165.8         | 177.6         | 160.2        | 155.2        | 2,104.3          |
| 出典：気象庁           |              |             |               |               |              |                |                |               |               |               |              |              |                  |

### 人口
| |                                        |  |
| 大竹市と全国の年齢別人口分布（2005年） | 大竹市の年齢・男女別人口分布（2005年） |  |
| ■紫色 ― 大竹市 ■緑色 ― 日本全国 | ■青色 ― 男性 ■赤色 ― 女性              |  |
| 大竹市（に相当する地域）の人口の推移 \| 1970年（昭和45年） \| 37,637人 \| \| \| 1975年（昭和50年） \| 38,457人 \| \| \| 1980年（昭和55年） \| 36,075人 \| \| \| 1985年（昭和60年） \| 34,760人 \| \| \| 1990年（平成2年） \| 33,236人 \| \| \| 1995年（平成7年） \| 32,850人 \| \| \| 2000年（平成12年） \| 31,405人 \| \| \| 2005年（平成17年） \| 30,279人 \| \| \| 2010年（平成22年） \| 28,836人 \| \| \| 2015年（平成27年） \| 27,865人 \| \| \| 2020年（令和2年） \| 26,319人 \| \| |                                        |  |
| 総務省統計局 国勢調査より |                                        |  |
| 1970年（昭和45年） | 37,637人                               |  |
| 1975年（昭和50年） | 38,457人                               |  |
| 1980年（昭和55年） | 36,075人                               |  |
| 1985年（昭和60年） | 34,760人                               |  |
| 1990年（平成2年） | 33,236人                               |  |
| 1995年（平成7年） | 32,850人                               |  |
| 2000年（平成12年） | 31,405人                               |  |
| 2005年（平成17年） | 30,279人                               |  |
| 2010年（平成22年） | 28,836人                               |  |
| 2015年（平成27年） | 27,865人                               |  |
| 2020年（令和2年） | 26,319人                               |  |

### 隣接自治体
広島県
- 廿日市市
- 江田島市

山口県
- 岩国市
- 玖珂郡：和木町

## 歴史

### 古代
古代山陽道の要路となっており、遠管郷と呼ばれ、遠管駅が置かれていた。

### 中世
- 厳島神社領や毛利氏の領地となる。

### 近世
- 関ヶ原の戦いの後、福島正則が小方に亀居城を築き、防長の毛利氏に備えたが、幕府の圧力により完成後間もない1611年（慶長16年）、この城は取り壊された。
- 福島氏の改易後、浅野氏がこれに代わり、その家老である上田重安（宗箇）流の上田氏の知行所となる。幕末の動乱期には、長州戦争の戦禍により、沿岸部のほとんどの民家が戦火に焼かれた。

### 近現代
昭和
- 1923年（昭和8年） - 三菱レイヨン（現：三菱ケミカル）の前身である新興人絹が進出する一方、海兵団や潜水学校などが設けられ、海軍の重要な拠点であった。
- 1945年（昭和20年）末 - 海外引揚港に指定され、旧海軍施設において、引揚業務が行われ、約41万人が引き揚げて来る。

戦後、旧海軍の水道施設を引き継いで水道事業が開始されるなど、海兵団と歴史的に深いかかわりをもつ。
- 1947年（昭和22年）12月5日：昭和天皇の戦後巡幸。国立大竹病院、三菱化成工業の工場などに行幸[3]。
- 1954年（昭和29年）9月1日 - 佐伯郡大竹町、小方町、玖波町、栗谷村と友和村の一部（松ヶ原地区）が合併して市制施行。

広島県と大竹市の積極的な工業都市建設計画により企業誘致が行われ、日本で最初の石油化学コンビナートが形成される。

## 行政

### 市長
歴代市長
| 代   | 氏名       | 就任日        | 退任日 | 経歴             |
| ---- | ---------- | ------------- | ------ | ---------------- |
| 初代 | 二階堂哲朗 | 1954年        | 1974年 | 大竹町長         |
| 2代  | 神尾徹生   | 1974年        | 1990年 | 大竹市議会議長   |
| 3代  | 豊田伊久雄 | 1990年        | 2002年 | 大竹市教育委員長 |
| 4代  | 中川洋     | 2002年        | 2006年 | 大竹市議会議員   |
| 5代  | 入山欣郎   | 2006年6月30日 | 現職   | 会社社長         |

- 副市長：太田勲男[5]
- 教育長：小西啓二（令和3年4月1日 - 令和6年3月31日）[6]

### 役所
（平成29年4月1日現在）
- 副市長
  - 総務部―総務課、企画財政課、産業振興課
  - 市民生活部―自治振興課、市民税務課（大竹支所、玖波支所、木野支所、栗谷支所）、環境整備課
  - 健康福祉部―地域介護課、福祉課、保健医療課
  - 建設部―監理課、土木課、都市計画課
- 教育長　　
  - 教育委員会事務局―総務学事課、生涯学習課
- 地方公営企業
  - 上下水道局―業務課、工務課
- 消防本部
  - 消防課、消防署
- 会計管理者
  - 会計課
- 監査委員
  - 監査事務局

## 議会

### 市議会
- 定数：16人（欠員1）
- 任期：2023年 - 2027年8月31日[7]
- 議長：北地範久[8]（創成会[9]）
- 副議長：寺岡公章[8]（調の会[9]）

### 衆議院
- 選挙区：広島2区（広島市〈佐伯区・西区〉、大竹市、廿日市市、江田島市〈旧能美町・沖美町・大柿町域〉）
- 任期：2021年10月31日 - 2025年10月30日
- 当日有権者数：404,009人
- 投票率：51.48％

| 当落 | 候補者名 | 年齢 | 所属党派   | 新旧別 | 得票数    | 重複 |
| ---- | -------- | ---- | ---------- | ------ | --------- | ---- |
| 当   | 平口洋   | 73   | 自由民主党 | 前     | 133,126票 |      |
|      | 大井赤亥 | 40   | 立憲民主党 | 新     | 70,939票  | ○    |

## 施設

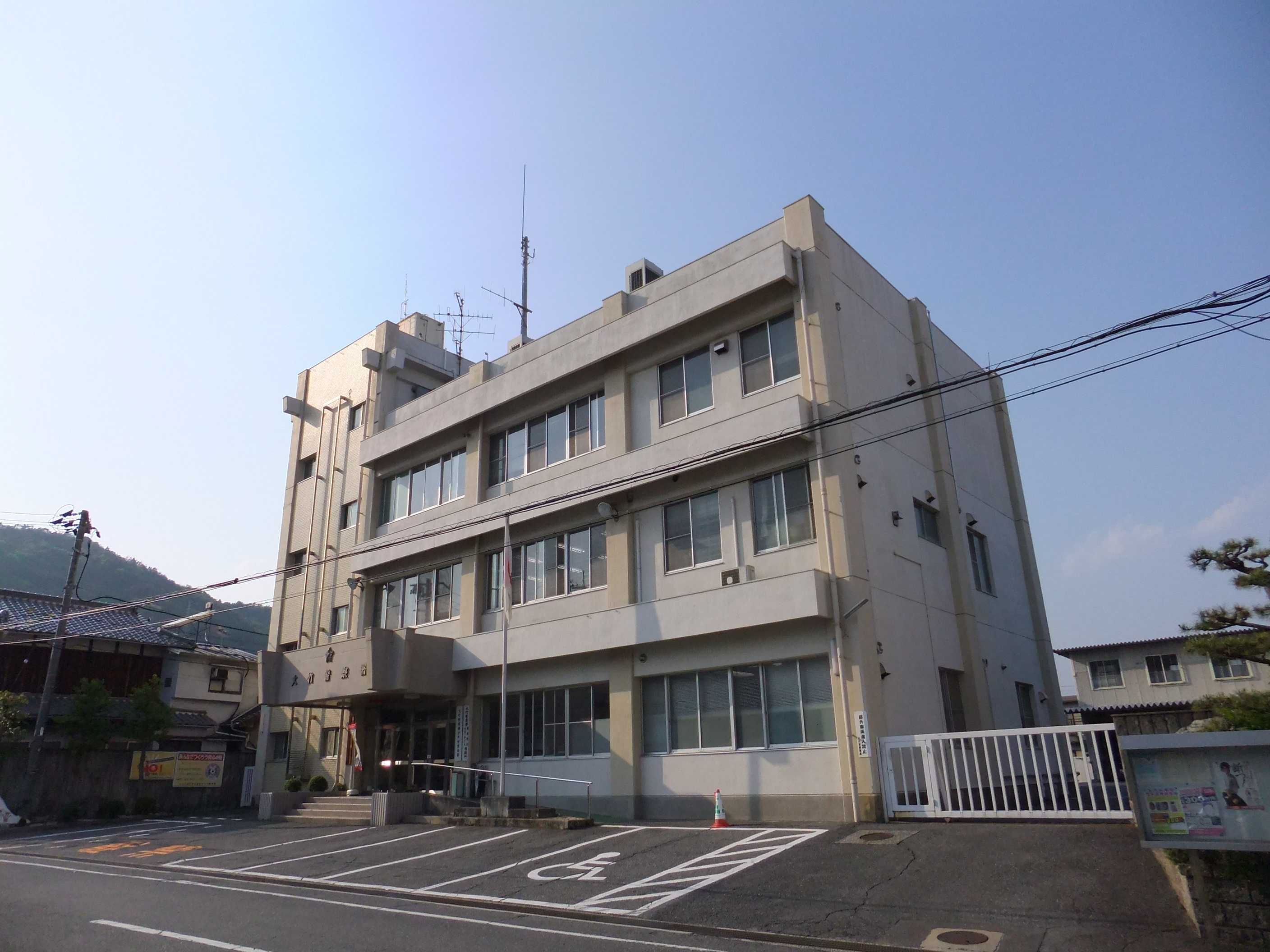
大竹警察署

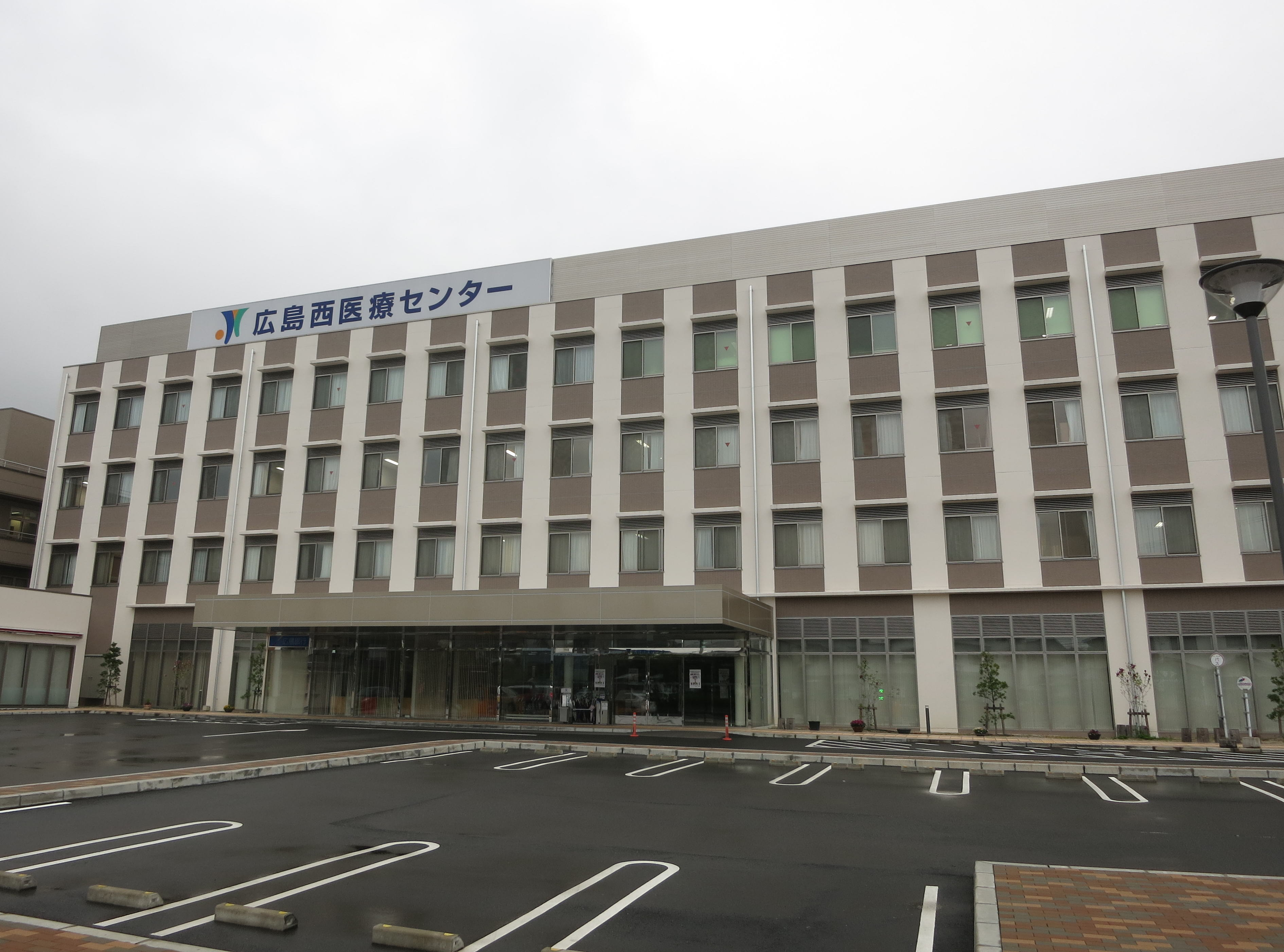
国立病院機構広島西医療センター

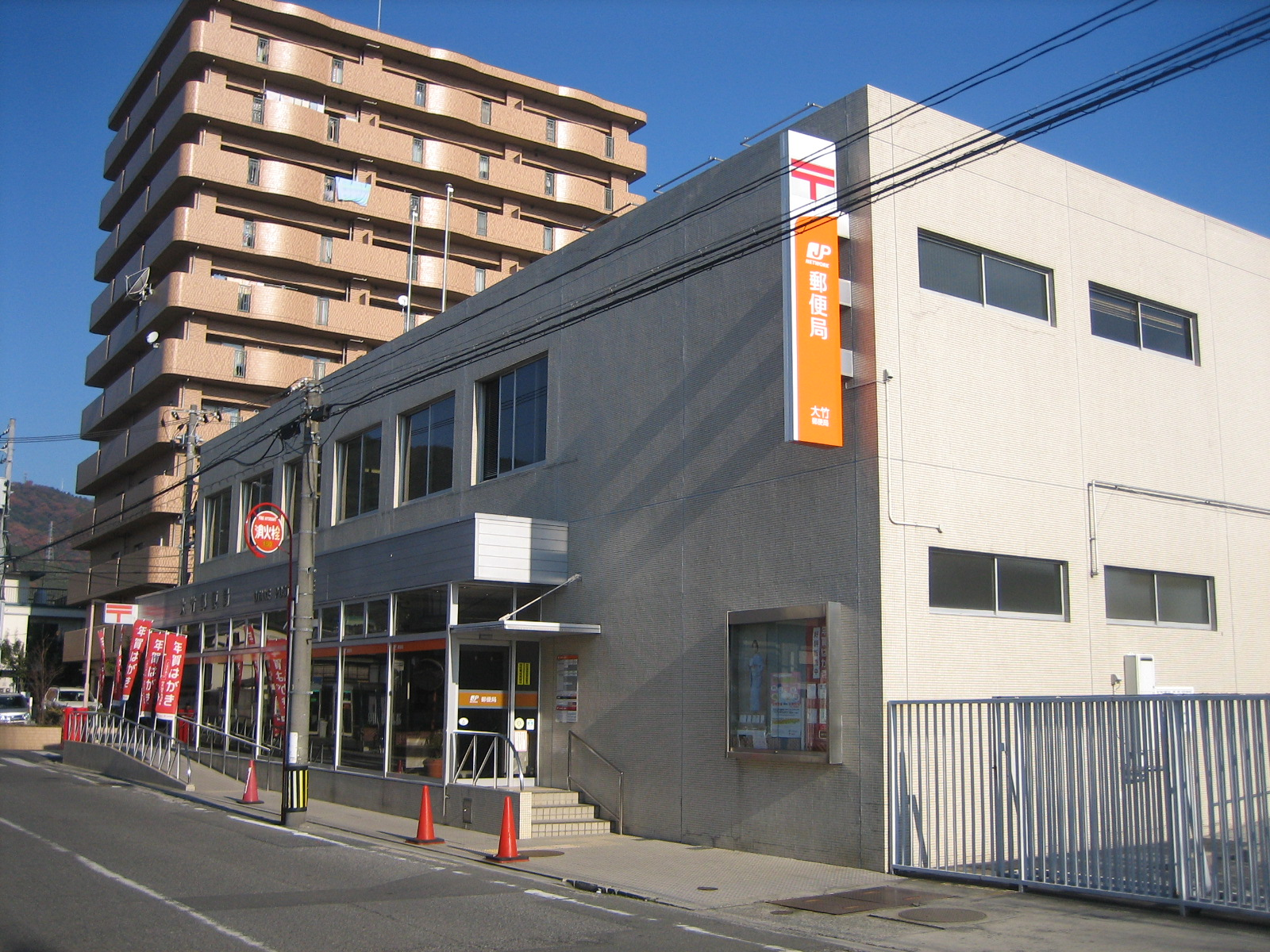
大竹郵便局

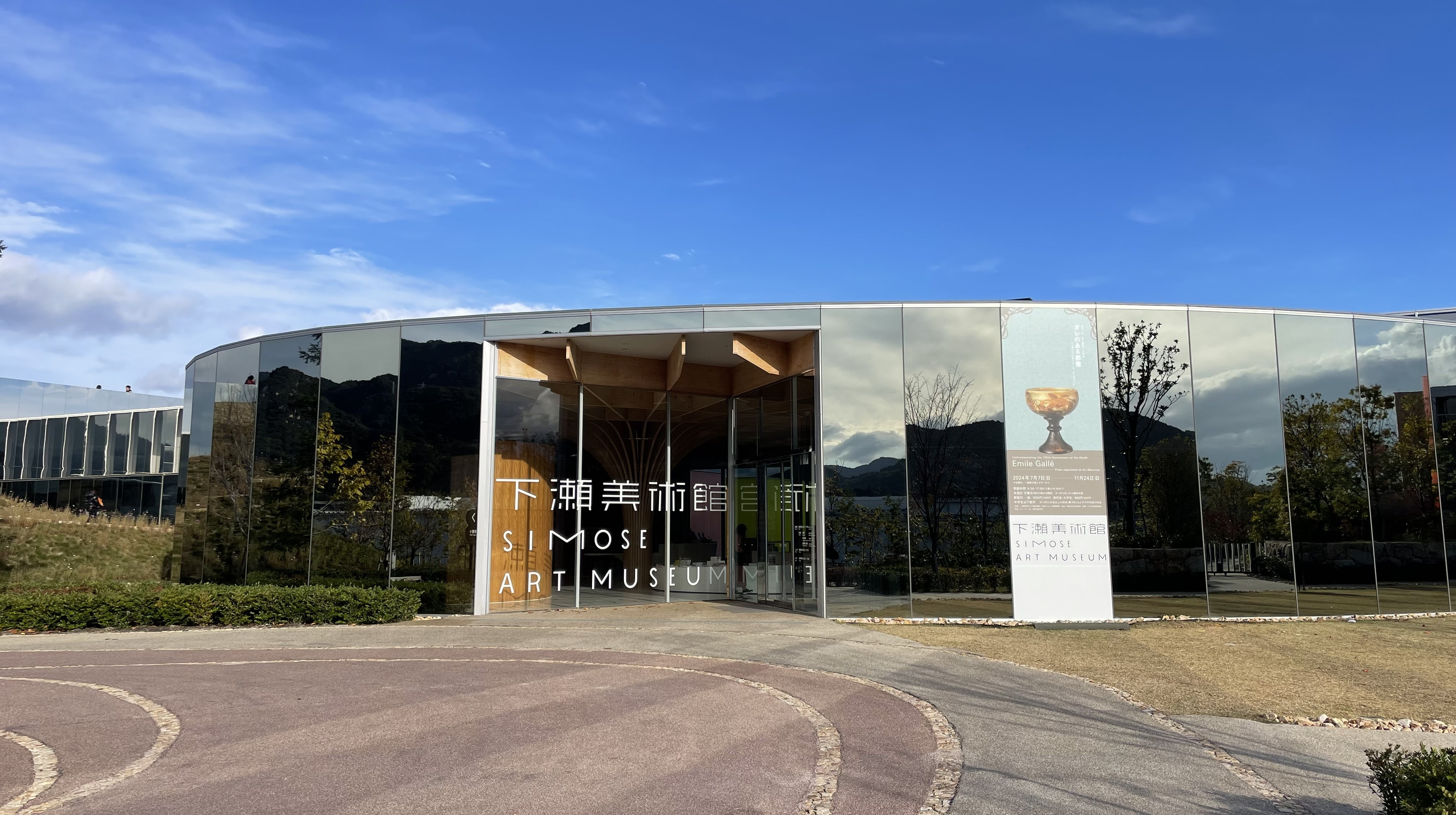
下瀬美術館

### 警察
警察署
- 広島県大竹警察署

分駐隊
- 交通機動隊大竹分駐隊（大竹市黒川一丁目）

交番
- 大竹駅前交番（大竹市新町一丁目）
- 小方交番（大竹市港町一丁目）

駐在所
- 玖波警察官駐在所（大竹市玖波一丁目）

### 消防
本部
- 大竹市消防本部

消防署
- 大竹市消防署（立戸1丁目2-10）

### 医療
主な病院
- 国立病院機構広島西医療センター

### 郵便局
主な郵便局
- 大竹郵便局

### 文化施設
- 大竹市立図書館
- 下瀬美術館

資料館
- 阿多田島灯台資料館

## 対外関係

### 姉妹都市・提携都市

#### 海外
友好都市
- 都江堰市（中華人民共和国 四川省）
2001年（平成13年）4月10日 - 友好都市提携

#### 国内
提携都市
- 常滑市（中部地方 愛知県）
1997年（平成9年）3月27日 - 災害時相互応援協定締結

## 経済

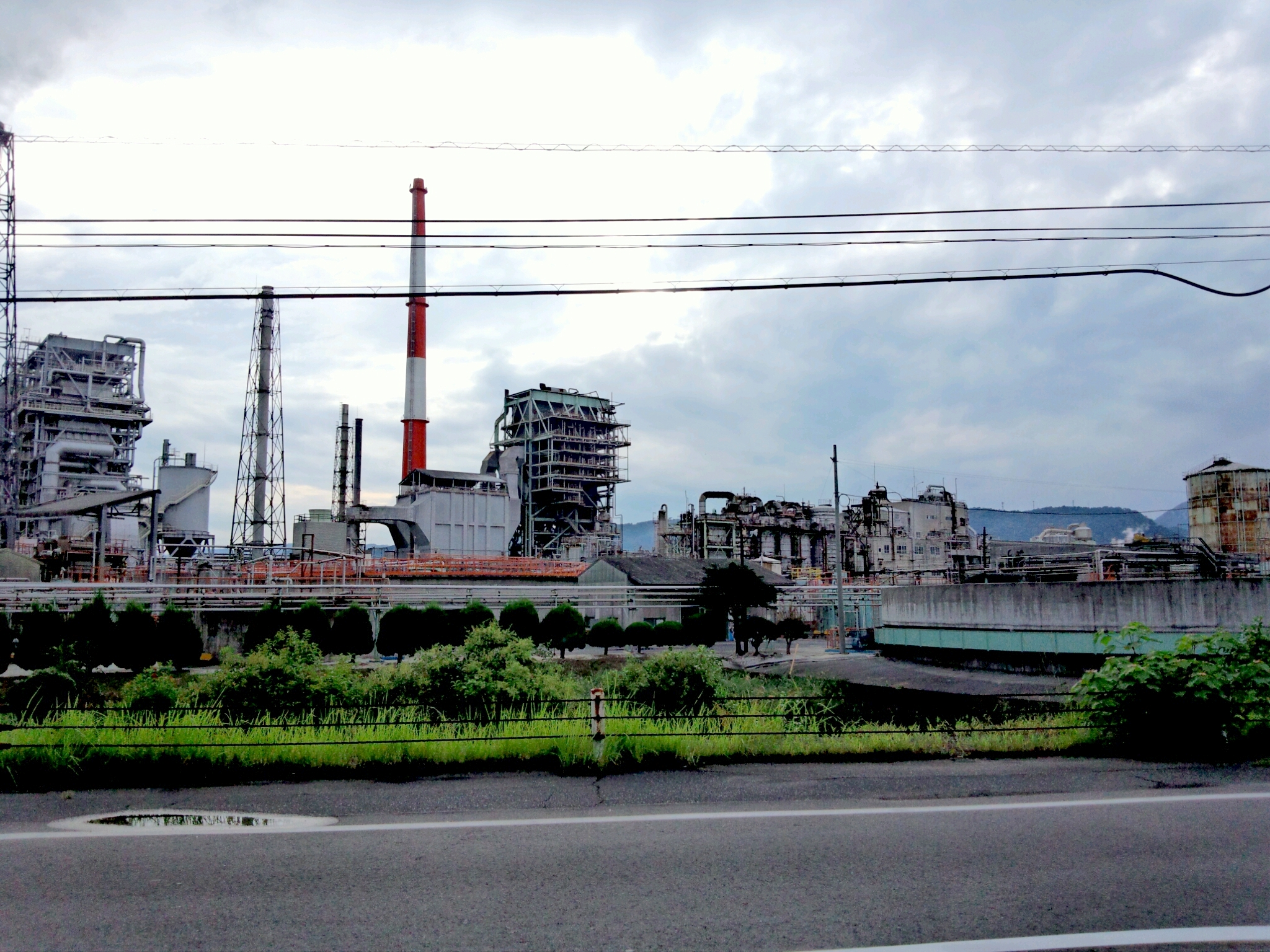
臨海部の工業地域

大竹駅周辺にある商店街

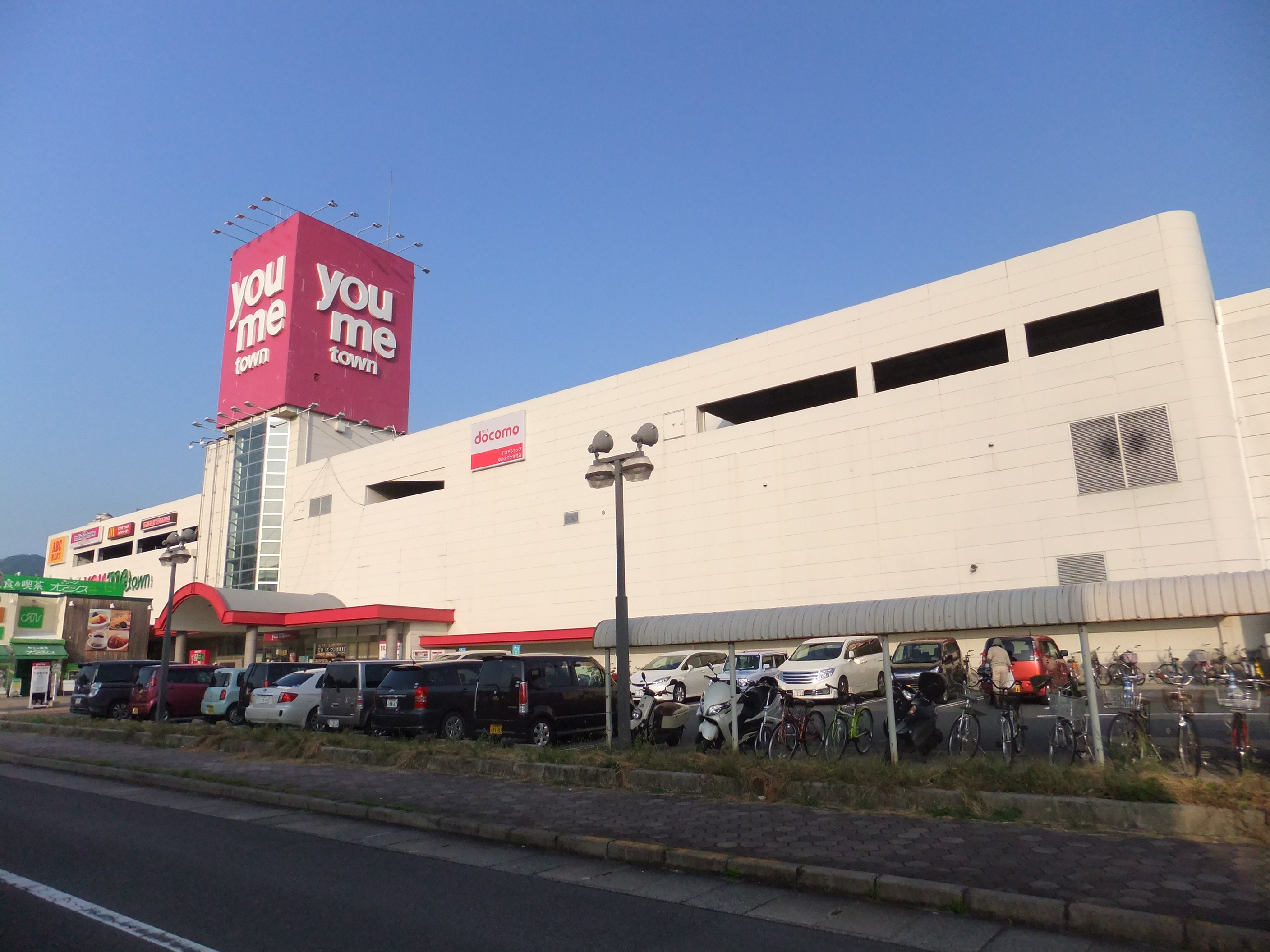
ゆめタウン大竹

### 第一次産業

#### 漁業
主な漁港
- 玖波漁港
- 阿多田漁港

### 第二次産業

#### 工業
- 化学繊維
  - 三菱ケミカル大竹事業所
- 石油化学
  - 三井化学岩国大竹工場（大竹市・和木町・岩国市に跨る）
  - ダイセル大竹工場
- 化学
  - 戸田工業本社・大竹事業所
- 製紙
  - 日本製紙大竹工場（板紙事業本部）

### 第三次産業

#### 商業
主な商業施設
- ゆめタウン大竹
- スーパーセンター トライアル大竹店

### 金融機関
- 広島銀行
- もみじ銀行
- 四国銀行
- 広島信用金庫

紙を介した四国との経済的繋がりがあったことから、高知県の銀行である四国銀行が1914年に和紙の取引の便宜のため支店を開設 し、指定金融機関制度開始後はこれを受託している。

## 情報・通信

### マスメディア

#### 中継局
- 大竹テレビ中継局

## 生活基盤

### ライフライン

#### 電力
- 中国電力

#### ガス
- 広島ガス

#### 上下水道
- 大竹市水道局

#### 電信
- NTT西日本

市外局番
大竹市の市外局番は 0827 である。大竹市は岩国MA（単位料金区域）に属しているため、電話番号の区分では山口県として扱われる。このため、山口県の地域（下関市など）とは県内通話となるが、大竹市及び廿日市市の一部を除く広島県域（廿日市市の大部分や広島市など）との通話は県外通話となる。岩国市が広島都市圏に属していることを考慮すると、岩国MAを広島県扱いする方が良いと思われるものの、現状では中心局を大竹に移転し大竹MAとするか、大竹市域のみ岩国MAより分離して隣の廿日市MAに編入する（この場合は市外局番を0829または桁ずらしで廿日市MAごと082に変更）などしない限り困難である。
- 0827（20 - 50、52 - 99）エリア
  - 広島県：大竹市 、廿日市市の一部
  - 山口県：岩国市・和木町

なお、広島県南部地方の天気予報は0827-5-177で案内される（また、082-177や0829-177でも案内されるが市外料金となる。0827-177は岩国市〈山口県東部〉の天気予報である）。そのために51局は加入電話には割り当てられていない。

## 教育

### 高等学校
県立
- 広島県立大竹高等学校

### 小中一貫校
- 小方学園
  - 大竹市立小方小学校・中学校※市との共同運営。

### 中学校
市立
- 大竹市立大竹中学校
- 大竹市立玖波中学校

### 小学校
市立
- 大竹市立大竹小学校
- 大竹市立玖波小学校

### 特別支援学校
県立
- 広島県立広島西特別支援学校

## 交通

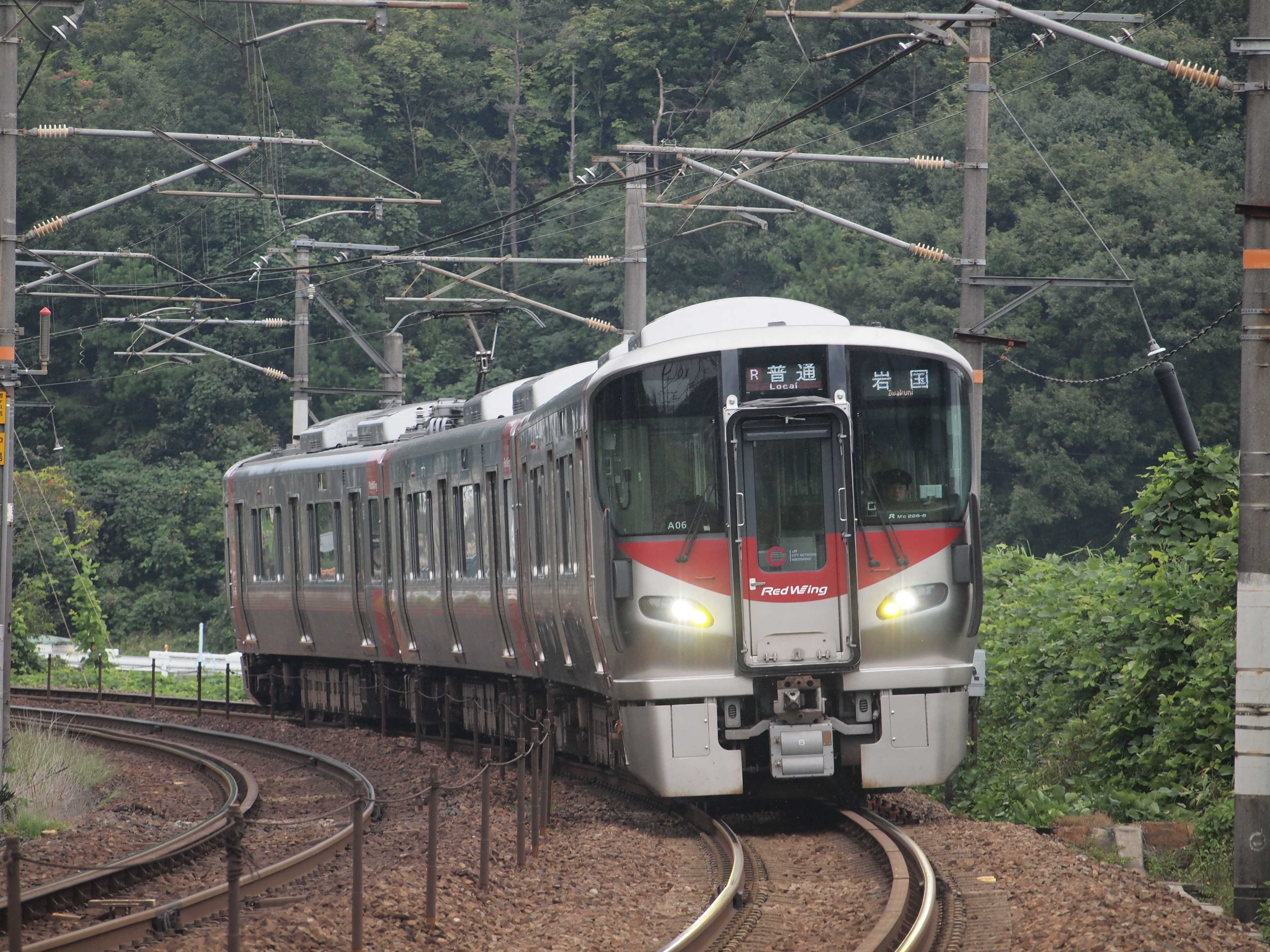
山陽本線
（227系電車）

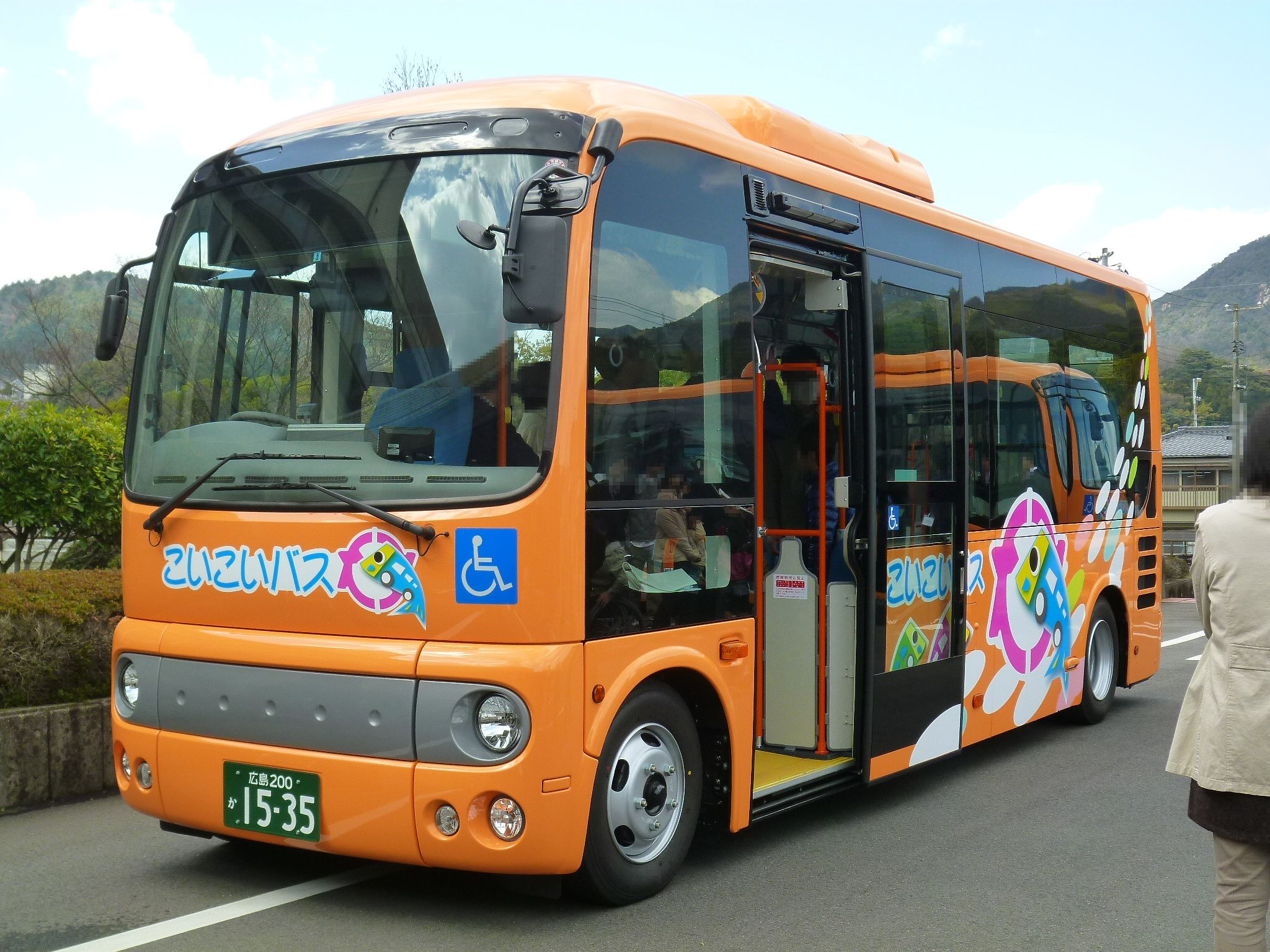
おおたけ幹線バス
（こいこいバス）

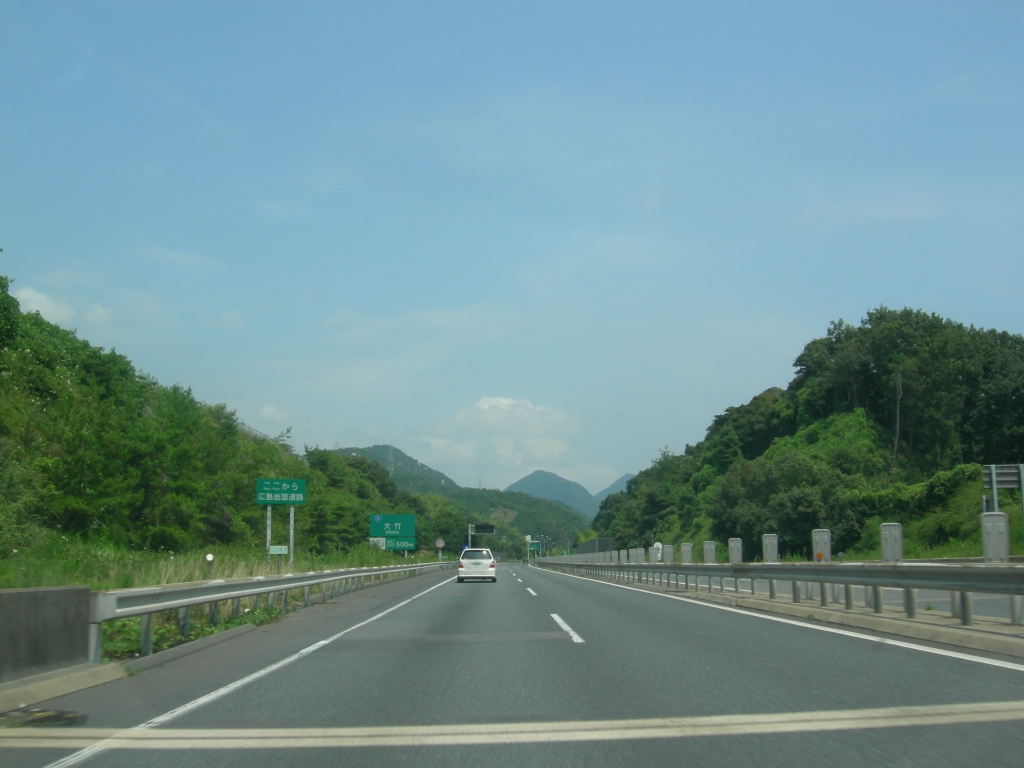
大竹JCT

### 鉄道
西日本旅客鉄道（JR西日本）
- 山陽本線
  - 玖波駅 - 大竹駅

その他、山陽新幹線が広島駅 - 新岩国駅間で当市を通過しているが、ほとんどがトンネル区間である。

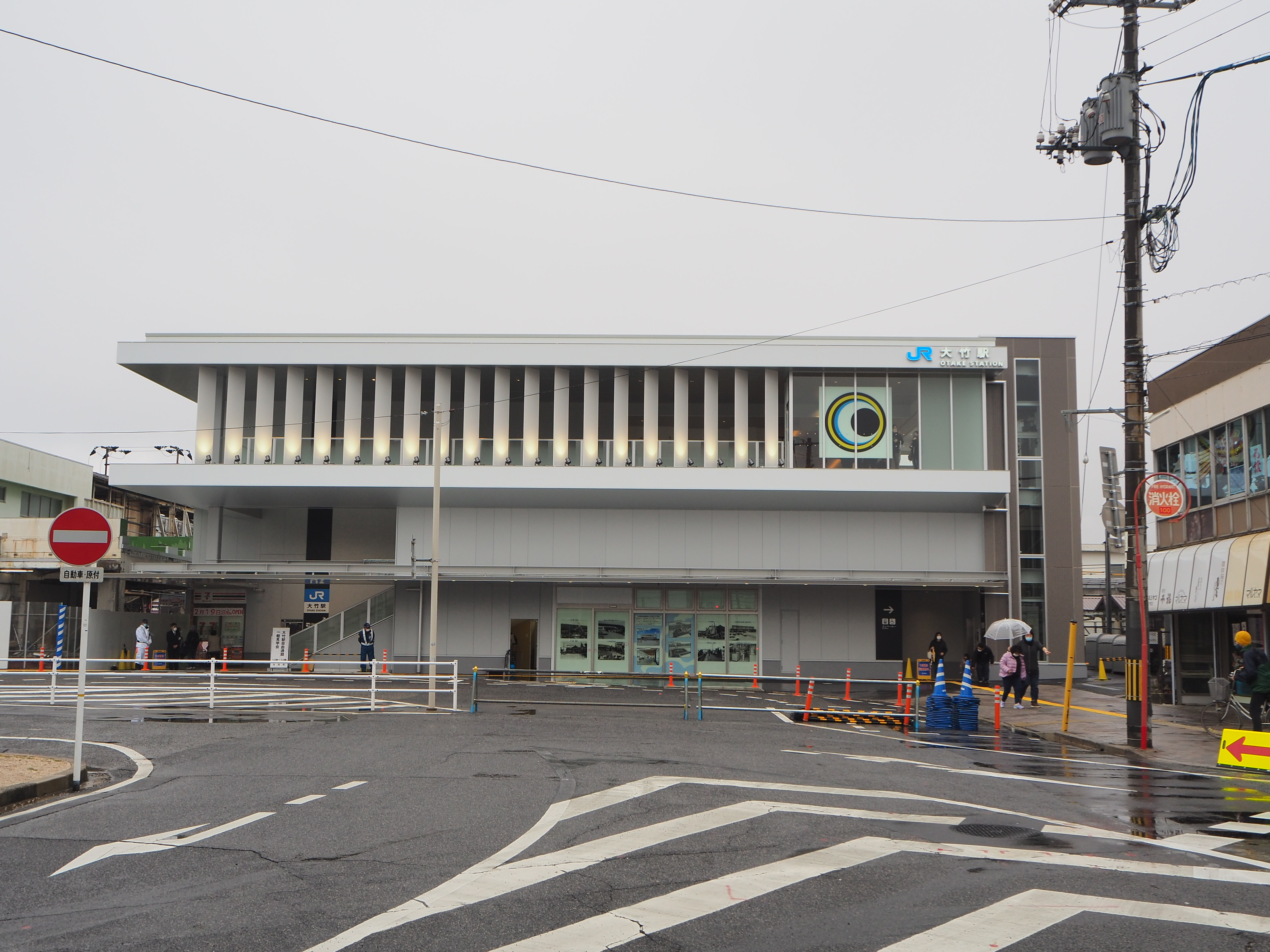
大竹駅
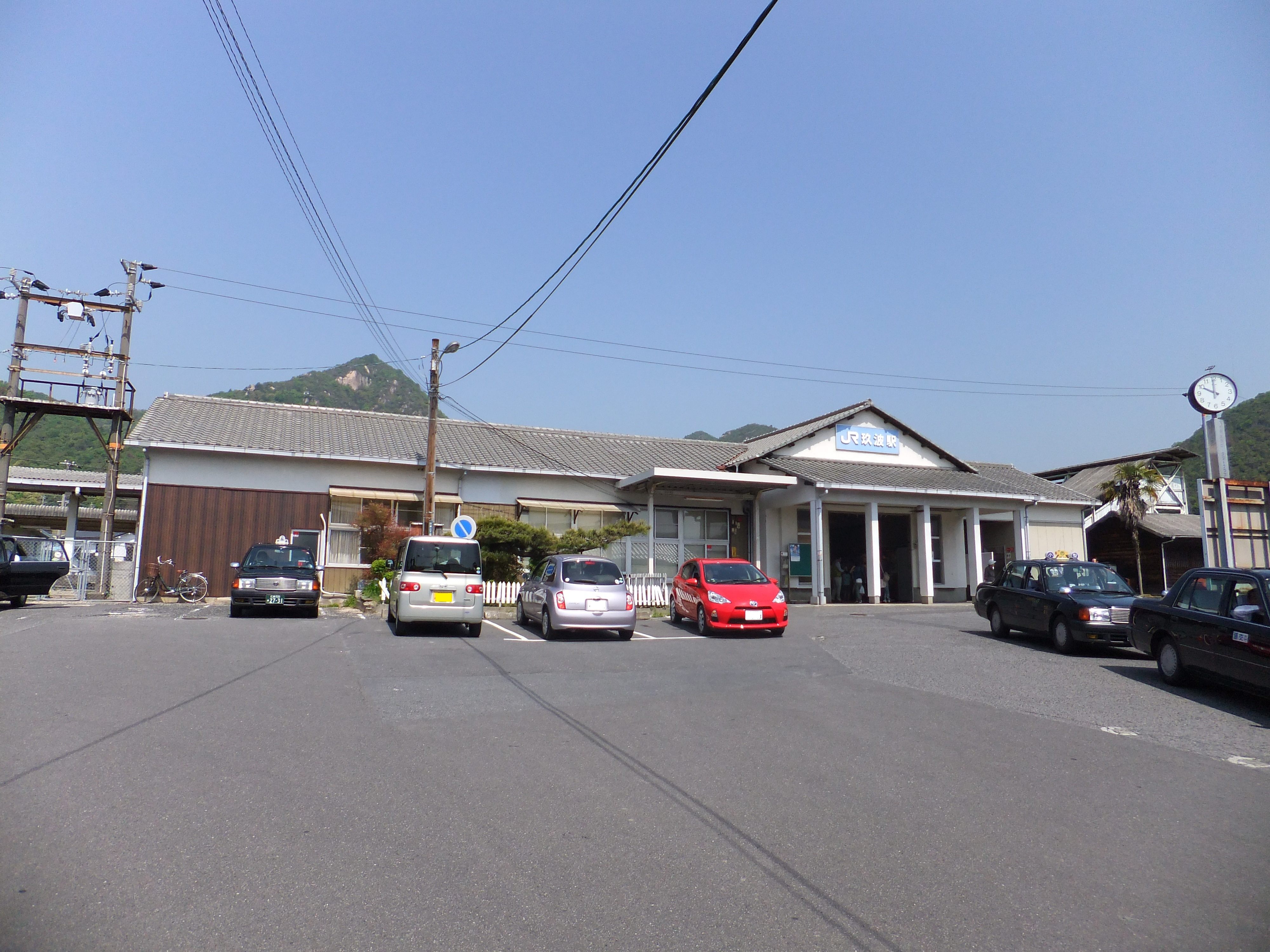
玖波駅

### バス

#### 一般路線バス
かつて広島電鉄やJRバス中国、岩国市交通局の乗り入れ便が市内で運行していたがすべて市内から撤退したため、市内を運行する一般路線バスはすべて市が地元バス・タクシー事業者に委託して運行する路線のみとなっている。
- こいこいバス（おおたけ幹線バス） - コミュニティバス。大竹交通が運行する。中心市街地を通り大竹駅と玖波駅を結ぶ。
- 大竹・栗谷線バス - 大竹・玖波駅と市北西部・西部の山間地区を結ぶ。大竹交通が運行する。
- 坂上線 - 大竹駅と岩国市美和町を結ぶ。岩国市と共同運営しており大竹タクシーが運行する。
- おおのハートバス - 廿日市市が運行するコミュニティバスで、廿日市市大野地区（旧・大野町）側から玖波駅へと乗り入れている。

なお2008年に市と交通事業者等で大竹市地域公共交通活性化協議会を設置し、以降、協議を実施している。

#### 高速バス
大竹IC入口停留所に東京発着の夜行高速バス「萩エクスプレス」および京阪神発着の夜行高速バス「カルスト号」が停車する。

### 道路

#### 高速道路
西日本高速道路（NEXCO西日本）
- 山陽自動車道
  - 広島岩国道路：大竹IC - 大竹JCT
  - 岩国大竹道路（建設中）：大竹JCT - 大竹西IC

#### 国道
- 国道2号
  - 岩国大竹道路
- 国道186号

#### 県道
主要地方道
- 山口県道・広島県道1号岩国大竹線
- 広島県道42号大竹湯来線

一般県道
- 広島県道・山口県道116号大竹美和線
- 山口県道・広島県道117号乙瀬小方線
- 広島県道・山口県道122号大竹和木線 … 計画路線
- 広島県道201号玖波停車場線
- 広島県道202号大竹停車場線
- 広島県道289号栗谷大野線
- 広島県道460号栗谷河津原線

（主要地方道および一般県道の市内の区間の維持管理権限は2006年〈平成18年〉6月から広島県から大竹市へ移管）

### 航路
大竹港湾域にある小方港と阿多田島との間に、定期運航の離島航路が就航している。運航会社は阿多田島汽船。

#### 港湾
- 大竹港

#### 船舶
- 阿多田島汽船
  - ： 小方港 - 阿多田島港

## 観光

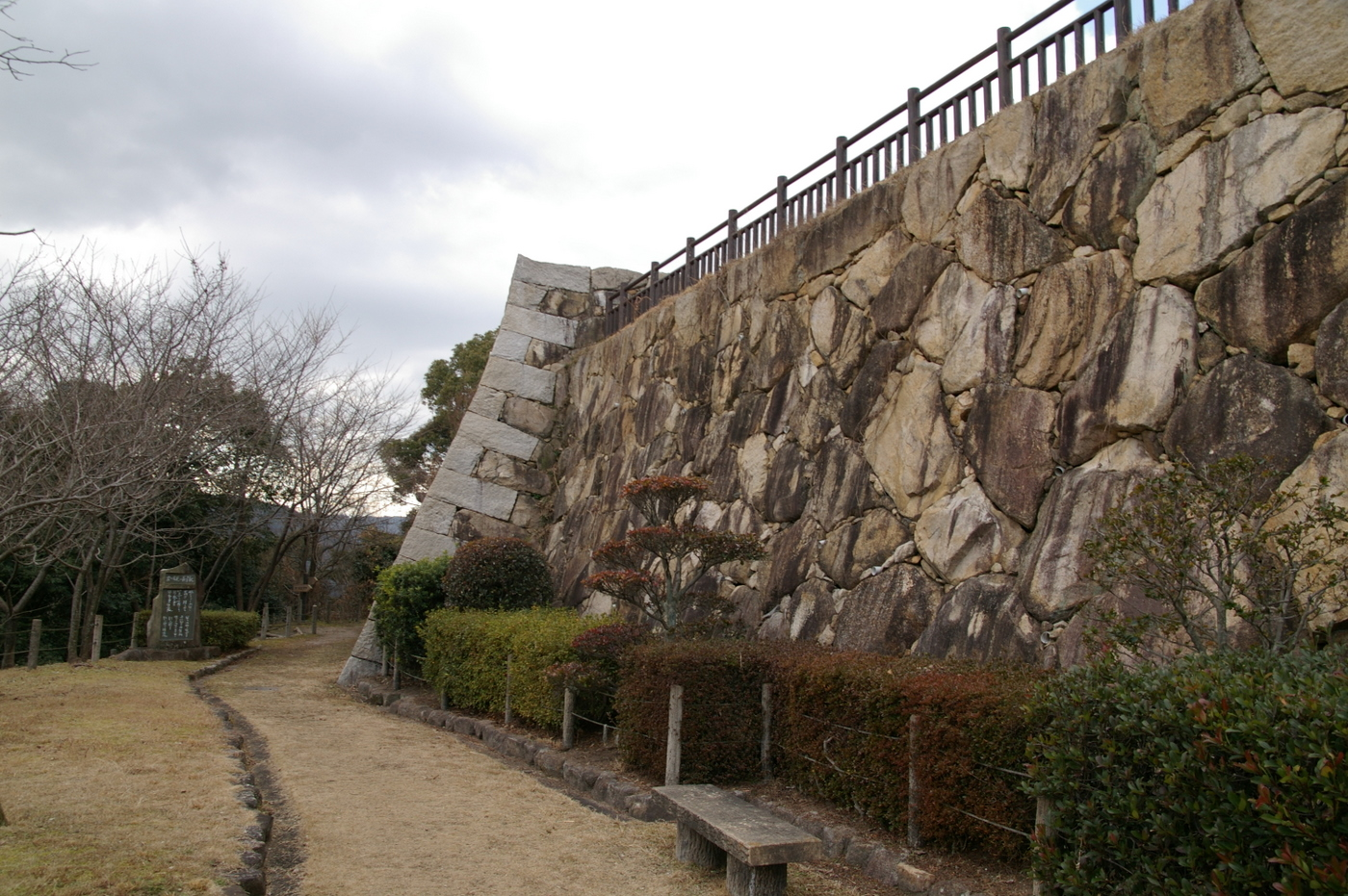
亀居城

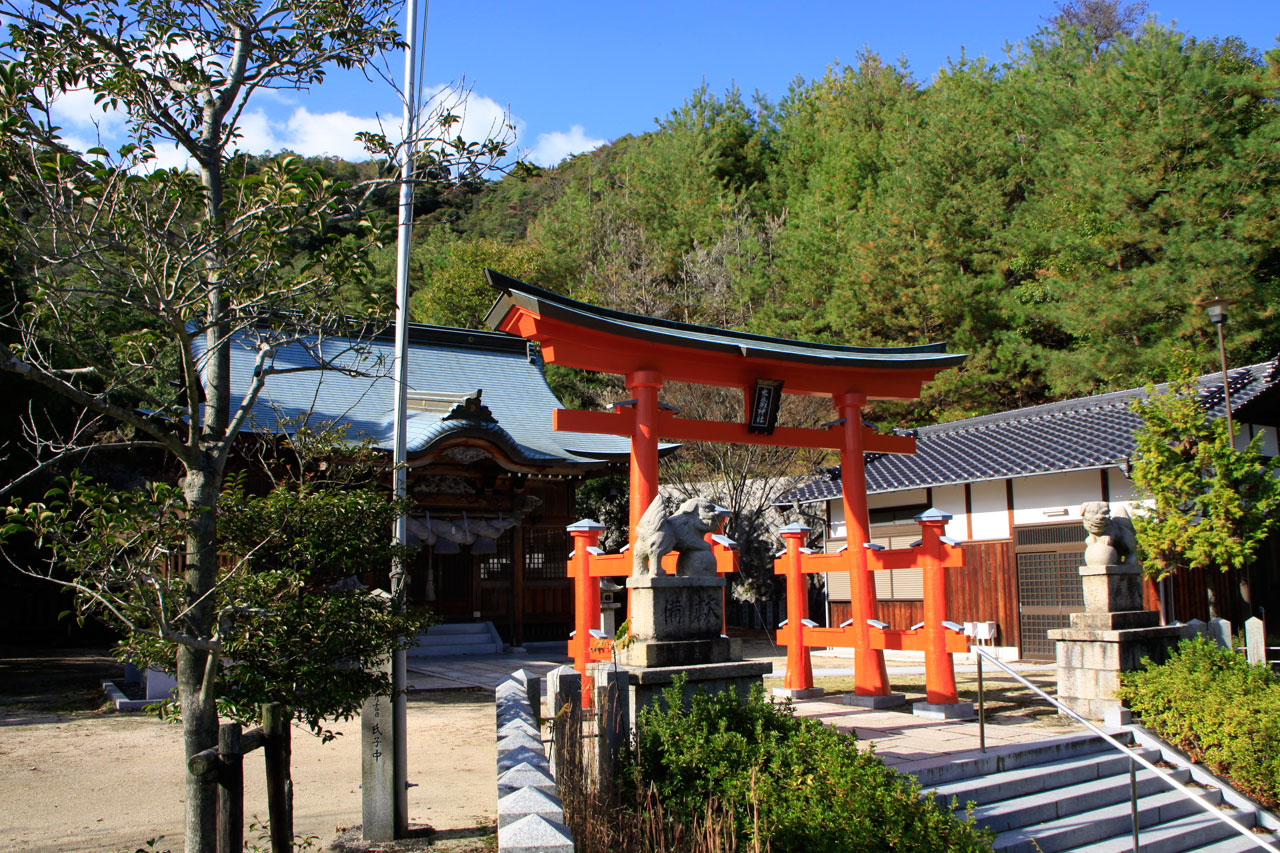
黒川大歳神社

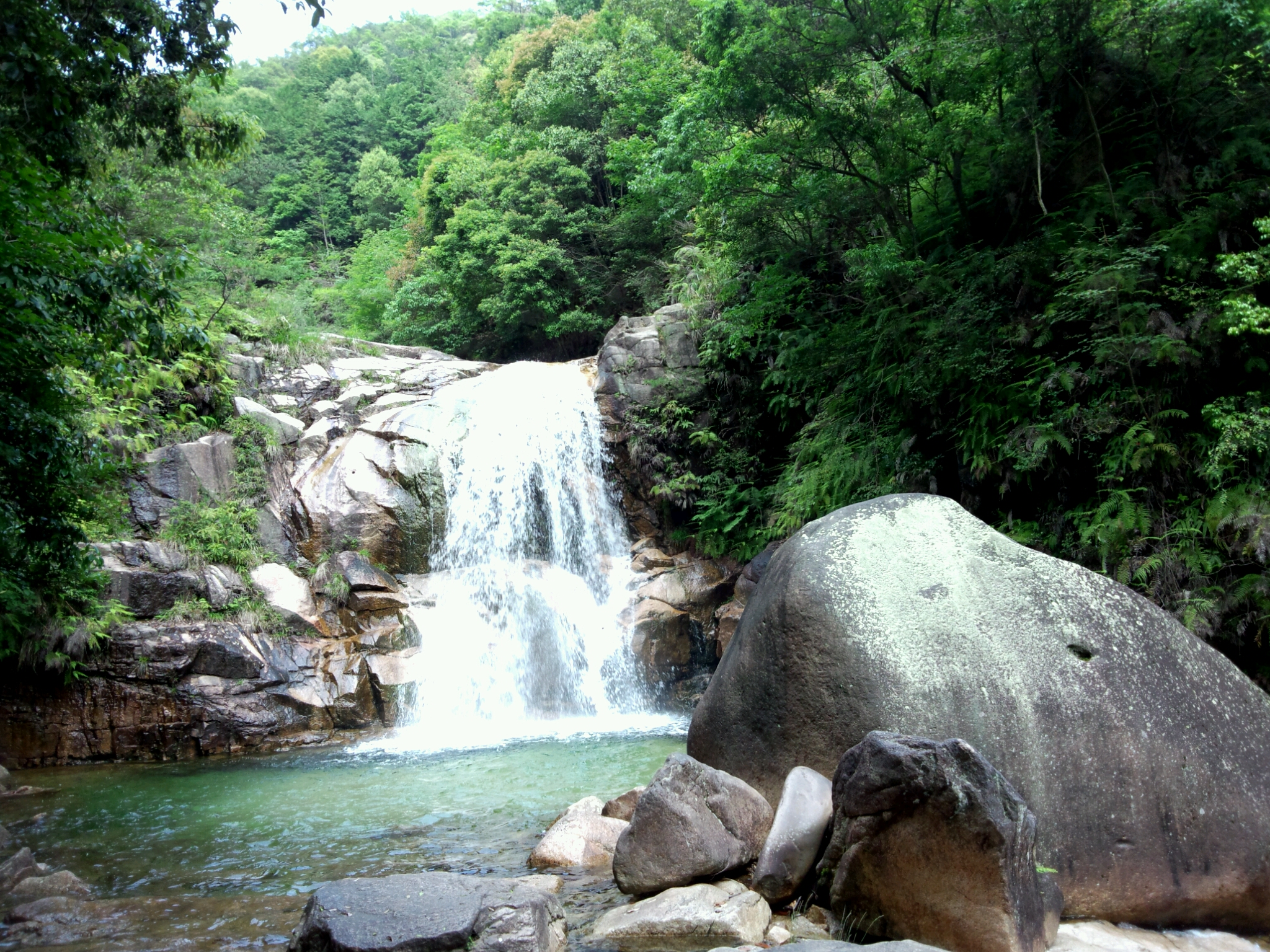
錦龍の滝

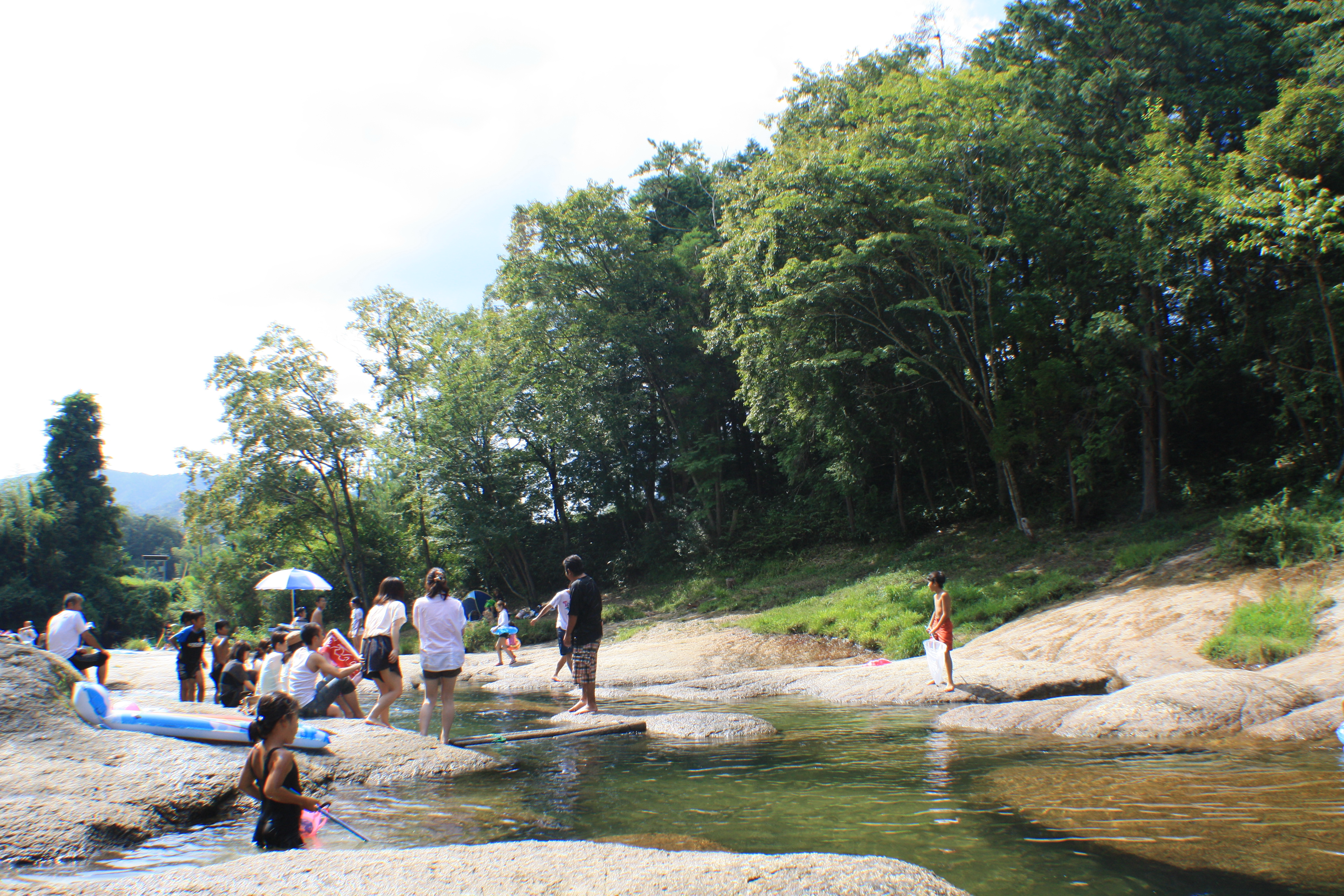
蛇喰磐

### 名所・旧跡
主な城郭
- 亀居城 – 市の史跡

主な寺院
- 称名寺 (大竹市)
- 経塚山勝善寺 – 浄土真宗本願寺派。元町二丁目10-5。大竹小学校の前身[11]。
- 立安寺 (大竹市)
- 西念寺 (大竹市)
- 顕徳寺 (大竹市)
- 誓立寺
- 光明寺 (大竹市)
- 善福寺 (大竹市)
- 安楽寺 (大竹市)
- 瑞照寺

主な神社
- 阿多田嶋神社
- 大瀧神社（大滝神社）[12]
- 厳神社
- 黒川大歳神社 – 玖波五丁目
- 住吉神社

主な史跡
- 芸防の渡し場跡

宿場町
- 山陽道（西国街道）玖波宿
  - 木野川渡し

### 観光スポット
- 弥栄ダム・弥栄渓／弥栄峡（小瀬川）
- 憩いの森・錦龍公園／錦龍の滝[注 1]
- 亀居公園
- 蛇喰磐（じゃぐいいわ）
- 阿多田島
- 三倉岳（みくらだけ）・三倉岳県立自然公園
- マロンの里交流館

## 文化・名物

### 祭事・催事
- 小瀬川のひな流し（3月）
- 大竹祭（10月）

### 名産・特産
- 和紙
- 医療用手袋

## 大竹市出身の著名人

### 政治・行政
- 二階堂三郎左衛門（貴族院多額納税者議員）

### 経営・経済
- 長谷川純一（実業家、元アマゾンジャパン社長、日本オラクル執行役員）
- 山西義政（イズミ創業者）

### 学術
- 正木亮（刑法学者）

### 芸能・アナウンサー
- 赤谷奈緒子（セブンティーン専属モデル）
- 一柳信行（中国放送アナウンサー）
- 小沢康甫（元中国放送アナウンサー）
- 角川博（歌手）
- ゴッホ向井ブルー（お笑い芸人）
- 田中俊雄（元中国放送アナウンサー）
- 棚田徹（テレビ新広島アナウンサー）
- 二階堂和美（シンガーソングライター）
- 松本敏将（バンドtobaccojuice、ヴォーカリスト）

### スポーツ
- 大熊宗清（1940年代に活躍した、大相撲力士）
- 所賢一（競泳選手・競泳指導者）

### 文化・芸術
- 石本美由起（作詞家）
- 児玉辰春（児童文学作家）
- 清水浩司（フリーライター）
- 周防柳（作家）
- 鈴賀レニ（漫画家）
- 遊川和彦（脚本家）

### その他
- 正木義太（海軍中将）
- 梅川昭美（連続殺人犯、三菱銀行人質事件）